# Marko Kmetec
Marko Kmetec (né le 13 janvier 1976 à Ptuj en ex-Yougoslavie) est un footballeur slovène, qui évolue en tant qu'attaquant.
Il est connu pour avoir fini au rang de meilleur buteur du championnat de Slovénie lors de la saison 2002-2003.